# احشام جمال
گورک جمالی: روستایی است از توابع بخش دلوار در شهرستان تنگستان استان بوشهر ایران.
این روستا در ۵ فرسخی مرکز استان و شهر بوشهر قرار گرفته و از توابع بخش دلوار می‌باشد و قبل از زمان اصلاحات ارضی دوره رضا شاه سال ۱۳۱۹ از محدوده قریه گورک خیش اشکن جدا و به قریه جمالی نامگذاری گردیده که عمده فعالیت قدیم زارعین در روستا باغداری، کشاورزی و پرورش دام بوده است.

## جمعیت
این روستا در دهستان دلوار قرار داشته و بر اساس سرشماری رسمی در سال ۱۳۸۵ جمعیت آن ۱۴۸ نفر (۳۶ خانوار) بوده و در سال ۱۳۹۵ جمعیت آن ۴۴۱ نفر می‌باشد.